# Oxitetraciklin
Az oxitetraciklin (INN: oxytetracycline) a Streptomyces rimosus növekedése során termelődő antimikrobiális anyag. A széles spektrumú tetraciklinek közül másodikként fedezték fel. A VIII. Magyar Gyógyszerkönyvben Oxitetraciklin-hidroklorid (Oxytetracyclini hydrochloridum)  néven hivatalos.  

## Történet
Az oxitetraciklin szerkezetét az izolálása után 1953-ban a későbbi kémiai Nobel-díjas Robert B. Woodward határozta meg.  A felfedezés lehetővé tette a Pfizer számára a vegyület tömeges előállítását, és piacra dobását Terramycin néven. A felfedezés mérföldkőnek számított a tetraciklinek kutatása után, hiszen lehetővé tette a félszintetikus Doxiciklin előállítását, ami egyike a leggyakrabban használt antibiotikumoknak manapság.

## Hatásspektrum
A tetraciklinek csoportjára a széles antimikrobiális aktivitás, főleg bakteriosztatikus hatás jellemző.
A bakteriális riboszóma 30S alegységéhez reverzibilisen kötődnek, gátolják az aminoacil-tRNS-nek az mRNS-riboszóma komplexhoz való kötődését, és így a bakteriális proteinszintézist. Általában hatékonyak a mycoplasmák, rickettsiák, spirochaeták, sok aerob és anaerob Gram-pozitív és Gram-negatív baktériummal, valamint néhány protozoonnal szemben is.

### Oxitetraciklinre általában érzékeny kórokozók
- Actinomyces,
- Chlamydia,
- Mycoplasma fajok,
- Ureaplasma urealyticum,
- Rickettsiák (Coxiella burnetii is),
- Spirochaeták (Borrelia, Leptospira, Treponema fajok is).

### Gram-negatív aerobok
- Bordetella pertussis,
- Brucella fajok,
- Calymmatobacterium granulomatis,
- Campylobacter fajok,
- néhány Enterobacteriaceae (Yersinia pestis)
- Serratia marcescens és a Proteusok általában rezisztensek,
- Francisella tularenseis,
- Haemophilus,
- Neisseria és Pasturella fajok,
- Pseudomonas mallei és pseudomallei (P. aeruginosa általában rezisztens),
- Vibrio fajok.

### Gram-pozitív aerobok
- Bacillus anthracis,
- Listeria monocytogenes,
- néhány Staphylococcus és Streptococcus.

### Érzékeny anaerobok
- Bacteroides,
- Fusobacterium,
- Clostridium fajok (a rezisztencia gyakori).

### Változó érzékenységet mutató kórokozók
Néhány protozoon, így a Plasmodium falciparum érzékeny lehet.

### Rezisztens kórokozók
Gombák és vírusok biztosan rezisztensek.

## Farmakokinetikai tulajdonságok
A gyógyszer felszívódásáról nem rendelkezünk adattal. A vegyületnek 20-30%-a a vérbe kerülve fehérjéhez kötődik, a placentán is áthalad, terhességben nem alkalmazható. A felezési ideje 9 és fél óra, főleg a vesén át változatlan formában ürül.

## Mellékhatás
A mellékhatások közül a leggyakoribbak a gyomor-bélrendszeri panaszok, de fotoszenzitiv reakciók is előfordulhatnak, ezért arra érzékenynek kerülni kell a közvetlen napsütést. Kalciummal komplexet képez, kötődik ahhoz, ezért fejlődő csontokba, fogakba beépülhet, emiatt 12 éves kor alatt, és terhességben nem ajánlott. A tej kalciumtartalmával is komplexet képez, ezért tejjel nem szedhető be, mert a komplex nem képes felszívódni, a gyógyszer nem fog hatni. Rezisztens mikroorganizmusok, elsősorban gombák (Candida) elszaporodhatnak, és fertőzést okozhatnak, ez helyi kezelés (például kenőcs) során a legfontosabb, gyakori mellékhatás, ha kialakul a kezelést abba kell hagyni.   

## Készítmények
- Tetran (Wagner)---kenőcs, sebhintőpor és szemkenőcs formájában
- hidrocortizonnal kombinációban több készítményben előfordul:

- Oxycort spray 

- Tetran-Hydrocortison kenőcs
- triamkinolonnal kombinációban:

- Polcortolon TC spray